# Calandrinia alba
Calandrinia alba är en källörtsväxtart som först beskrevs av R. och P., och fick sitt nu gällande namn av Dc. Calandrinia alba ingår i släktet sidenblommor, och familjen källörtsväxter. Inga underarter finns listade i Catalogue of Life.